# Rickleån
Rickleån er en elv der løber i Robertsfors kommun i den centrale del af Västerbotten i Sverige. Den er omkring 50 kilometer lang regnet fra søen Bygdeträsket og omkring 110 kilometer lang, hvis man regner kildefloderne med. Den munder ud i Bottenbugten mellem Rickleå og Bygdeå. Afvandingsområdet har et areal på 1648,9 km². Rickleån var forudsætningen for oprettelsen af Robertsfors bruk.
Tidligere har Rickleån formentlig heddet Bygda, hvilket betyder "den som bøjer". Elven anses for et godt fiskevand, kendt for sin bestand af havørred og tidligere var der også en stor laksebestand.
Rickleåns kildefloder er Risån, Sikån og Tallån, og dens eneste større biflod er Tvärån.

## Eksterne kilder og henvisninger
1. ↑  SMHI, Län och huvudavrinningsområden i Sverige Arkiveret 28. september 2018 hos  Wayback Machine

64°4′55″N 20°56′34″Ø / 64.08194°N 20.94278°Ø